# أبو القاسم أنوجور
أبو القاسم أنوجور هو ثاني حكام الدولة الإخشيدية تولى حكم الدولة الإخشيدية بعد وفاة أبيه محمد بن طغج الإخشيد وكان حينذاك في الرابعة عشر من عمره، ولكن لم يتمتع بحكم البلاد بمفرده حيث كان كافور الإخشيدي وصيا عليه بأمر من أبيه محمد بن طغج الإخشيد، وبمرور الوقت لم يكن لأنوجور شيء في حكم البلاد حيث كان كافور الإخشيدي تمكن من السيطرة على حكم البلاد وكان يصرف لأنوجور مرتبا سنويا يبلغ أربعمائة ألف دينار

## توليه الحكم
بعد وفاة الإخشيد اشتدَّ التنافُس على تولَّي الحُكم في مصر، فقد كان الإخشيد قد ولَّى عهده قبل وفاته ابنه الأكبر أبا القاسم أُنوجور، وكان حينذاك يبلغ من العمر أربعة عشر سنةً، على أن يخلفه بعد وفاته، وعيَّن غُلامه أبا المسك كافور الحبشي وصيًا عليه، بدلًا من عم أُنوجور أبي المُظفَّر حسن بن طُغج، الذي يبدو أنَّهُ خشي - على الرُغم من ثقته به - طُموحه في الاستئثار بالحُكم إن عيَّنهُ وصيًا على أُنوجور، ومن ثُمَّ انتزاع الحُكم من أولاده، ولعلَّ ذلك هو السبب الذي دفعهُ إلى تعيين كافور مُدبرًا لِأُمور ابنه من بعده دون عمِّه غارسًا بِذلك بُذور الانقسام في الأُسرة الإخشيديَّة، ومانحًا كافور الفُرصة لِكي يستبد بِالسُلطة ويتفرَّد بها. وبعد وفاة الإخشيد بِبضعة أيَّام عُقد اجتماعٌ ضمَّ وُجوه النَّاس من الأُمراء والقادة والوُزراء والكُتَّاب والأشراف والقُضاة والشُهُود، لِبحث موضوع خِلافة الإخشيد، واستدعوا أبا بكرٍ مُحمَّد بن علي الماذرائي لاستطلاع رأيه، فاعترض على طرح الموضوع على بِساط البحث لِأنَّهُ محسوم بِفعل أنَّ الإخشيد عقد ولايته لابنه أُنوجور قبل وفاته وأنَّ الخليفة إبراهيم المُتقي لله أذن لِالإخشيد بِذلك، كما أنَّ صِغر سنِّه ليس مُبررًا لِتنحيته، فقد عُقد لِهٰرون بن أبي الجيش بن خُمارويه بِحُكم مصر والشَّام وكان أصغر سنًا من أُنوجور، وأضاف الماذرائي إنَّ اضطراب الأوضاع في الشَّام بعد وفاة الإخشيد يُنذر بِعواقب وخيمة، إذا ضيَّع أهل السُلطة الوقت في الجدال والاختلاف، وبِذلك تمَّ الأمر لِأُنوجور.

## الأحداث التي جرت بعد توليه الخلافة
وبعد وفاة الإخشيد حدثت عدة أحداث منها ما جرى في ذلك الوقت في بغداد من استبداد البُويهيين بِمُقدرات الخِلافة وسعي الوُلاة والأُمراء إلى التقرُّب منهم، أرسل أُنوجور الهدايا إلى مُعز الدولة البُويهي سنة 338 هـ المُوافقة لِسنة 949 م وطلب منه أن يكون أخوه مُشاركًا له في إمرة مصر، ويكون من بعده، فأجابه مُعز الدولة إلى ذلك، وهكذا نال أُنوجور مُوافقة السُلطة المركزيَّة في بغداد على استخلاف أخيه من بعده. ولم يكن أُنوجور سوى حاكمٍ صُوريّ، فلم يترك له كافور سوى الاسم والدست، واستبدَّ هو بالسُلطة كونه الوصيّ على الأمير الصغير، ولم يُتح له أي فُرصة لِلظُهور على مسرح الحياة السياسيَّة أو مُمارسة أي عمل سياسي، وازداد نُفوذه عندما صار يُدعى له على المنابر مُنذ سنة 340 هـ المُوافقة لِسنة 951 م، واكتفى أُنوجور بما خصَّصهُ له من راتب سنوي وقدره أربعمائة ألف دينار، وترك لهُ تدبير الأُمور، واحتوى كافور على الأموال وانفرد بِتدبير الجُيُوش وأخذ الأملاك. وفي تلك الفترة أيضًا كان الأمر قد استتب لِمُعز الدولة البُويهي في بغداد، فأبطل الدُعاء لِلإخشيديين على منابر الحجاز، إلَّا في أحيانٍ قليلةٍ نادرة. وعندما تجاوز أُنوجور سن الرُشد وشعر بِأنَّ من حقِّه أن يتولَّى زمام الأُمور، حاول التمرُّد على حُكم كافور، وشجَّعهُ أنصاره على ذلك، لكنَّ والدته تدخَّلت ومنعته من ذلك بعد أن شعرت أنَّ ابنها لا يستطيع التغلُّب على كافور وخشيت عليه من بطشه، فخوَّفته من عاقبة الفتنة، وأعلمت كافورًا أنَّ ولدها ينوي الرحيل عن مصر، فكتب كافور إلى أُنوجور وصالحه في خُطوةٍ سياسيَّةٍ بارعة مُحافظًا بِذلك على مُكتسباته، واستمرَّ الوضع على حاله إلى أن تُوفي أُنوجور في 8 ذي القعدة 349 هـ المُوافق فيه 30 كانون الأوَّل (ديسمبر) 960م.

## خلفاء أنوجور
بعد وفاة أنوجور نصَّب كافور أخاه عليّ أميرًا على مصر وكان يصرف له أيضا راتبا سنويا مقداره أربعمائة ألف دينار.